# Sant Pere de Fígols de Tremp

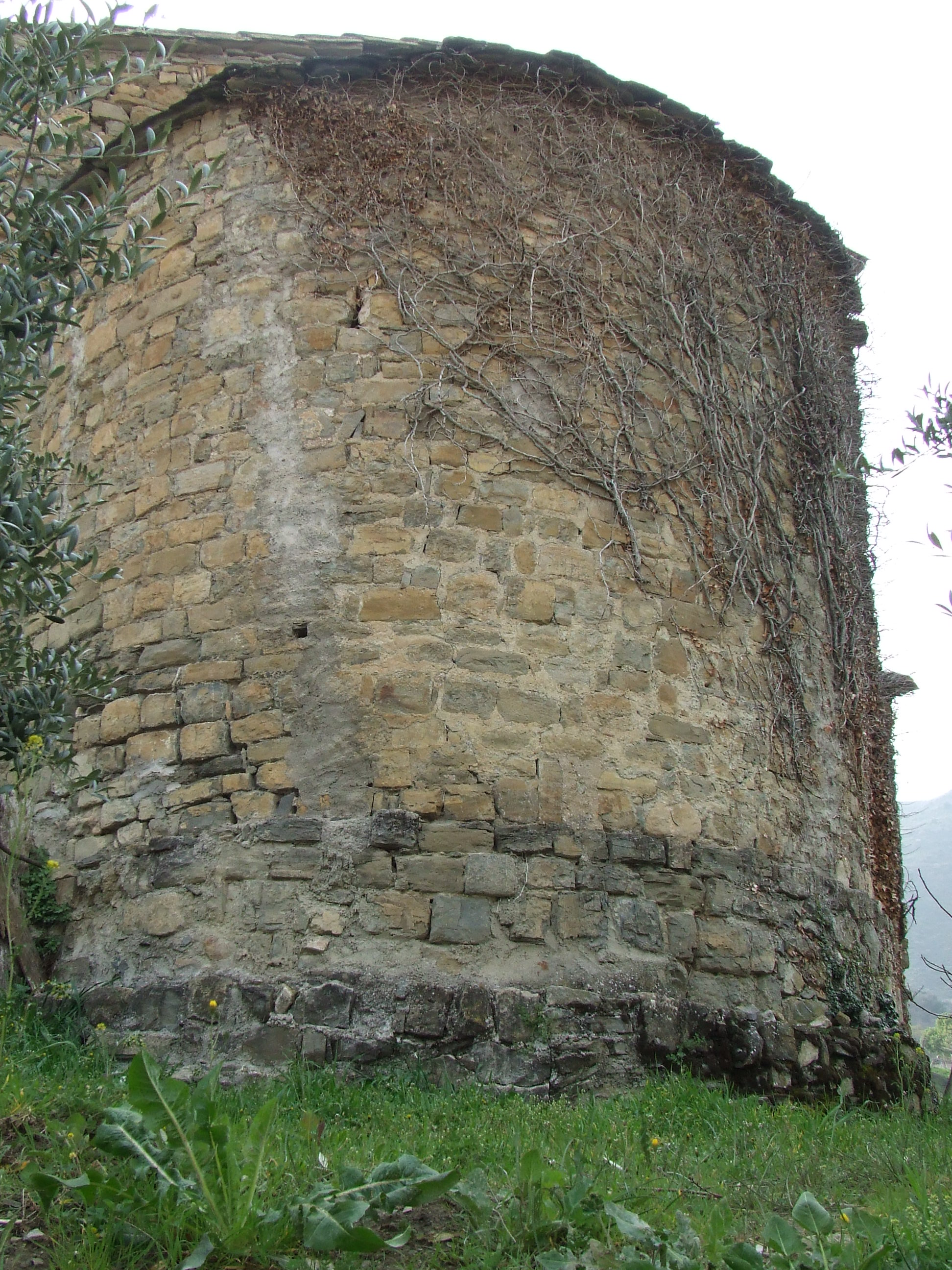
Absis de l'església

Sant Pere de Fígols de Tremp (o de la Conca) és l'església parroquial romànica del poble de Fígols de Tremp, cap de l'antic terme municipal del mateix nom, integrat actualment en el de Tremp, de la comarca del Pallars Jussà. Es tracta d'una església de nau única, amb absis romànic semicircular a llevant. La porta amb arcada de mig punt és a migjorn on també i hi ha finestretes. El campanar és posterior, de torre vuitavada, amb quatre obertures. Els murs són de carreus reblats i la coberta està modificada, a dos vessants de teula àrab. Se'n tenen notícies des de l'any 999]. És una obra rústega i primitiva que es troba molt modificada.

## Descripció
L'església parroquial de Sant Pere està situada en el nucli de Fígols, concretament al centre de la població. El temple presenta una planta rectangular, una sola nau coberta per una volta de canó arrebossada i que és coetània de la decoració interior del temple. Presenta un absis semicircular en la seva part oriental, obert a través d'un arc presbiteral. Interiorment, conseqüència de diverses modificacions, es troba tota arrebossada i emblanquinada, presenta un entaulament motllurat a partir del qual comença la volta.
La façana sud s'alça com el frontis principal, presentant la porta d'accés, en arc de mig punt adovellat amb l'intradós arrebossat. En aquesta mateixa façana s'obren tres finestres, dues esqueixades i amb el perfil de mig punt, tot i que semblen modificades; la tercera de factura posterior. L'aparell és irregular i presenta una diferenciació de carreus, la qual cosa indica que l'església patí modificacions.
Presenta, també, un campanar en la seva part més occidental, de factura posterior i amb la torre vuitavada. La coberta és de teula àrab. L'edificació es troba adossada en el seu costat occidental a un edifici agrícola.

## Història
Les primeres notícies històriques al lloc de Fígols apareixen en relació als anys 1365-1370, però no així la seva parròquia. L'església de Sant Pere no apareix en la documentació fins a èpoques molt tardanes; al 1526 en una relació de parròquies de Tremp. Presenta moltes modificacions dutes a terme al llarg dels segles.